# Maciej Certa
Maciej Certa (ur. 17 września 1991 w Puławach) – trener pływania, były pływak.
Trener pływania w klubie AZS-AWF Warszawa, pracujący z mistrzem świata Radosławem Kawęckim oraz wieloma czołowymi, polskimi pływakami. Członek sztabu trenerskiego Reprezentacji Polski w pływaniu na wielu międzynarodowych zawodach. Jako zawodnik wielokrotny medalista Mistrzostw Polski Seniorów i Młodzieżowców, rekordzista Europy Masters na dystansie 100 m stylem klasycznym, były rekordzista Polski Juniorów na 400 m stylem zmiennym. Reprezentant Polski na wielu juniorskich imprezach międzynarodowych w tym Mistrzostwach Europy Juniorów w Pradze. Jest wychowankiem klubu Wisła Puławy. Jego pierwszym trenerem był Marek Daniel. Po ukończeniu gimnazjum zdecydował się kontynuować karierę w Szkole Mistrzostwa Sportowego w Oświęcimiu, gdzie trenował pod okiem trenera Marka Dorywalskiego. W latach 2010 – 2016 w barwach AZS-AWF Warszawa pod opieką trenera Pawła Słomińskiego.

## Sukcesy zawodnicze

### Zawody Międzynarodowe
Multinations Junior Meet 
- Piraeus 4-5 kwietnia 2009

1. – 400 m stylem zmiennym (4:32.22 min)
2. – 200 m stylem zmiennym (2:07.96 min)

- Bratislava 5-7 maja 2007

1. – 200 m stylem klasycznym (2:23.96 min)
2. – 400 m stylem zmiennym (4:41.92 min)
3. – 200 m stylem zmiennym (2:11.32 min)

- Oświęcim 6-7 maja 2006

1. – 400 m stylem zmiennym (4:50.91 min)
2. – 200 m stylem zmiennym (2:16.97 min)

Mistrzostwa Krajów Europy Środkowej 
- Pitești 23-34 listopada 2007

1. – 200 m stylem klasycznym (2:22.66 min)
2. – 200 m stylem zmiennym (2:10.06 min)
3. – 400 m stylem zmiennym (2:40.46 min)

European Youth Olympic Festival 23-27 lipca 2007
| Data          | Miejsce | Konkurencja             | Pozycja     | Czas        |
| ------------- | ------- | ----------------------- | ----------- | ----------- |
| 27 lipca 2009 | Belgrad | 200 m stylem klasycznym | 13. miejsce | 2:24.48 min |

Mistrzostwa Europy juniorów
| Data          | Miejsce | Konkurencja           | Pozycja     | Czas        |
| ------------- | ------- | --------------------- | ----------- | ----------- |
| 10 lipca 2009 | Praga   | 200 m stylem zmiennym | 6. miejsce  | 2:05.42 min |
| 12 lipca 2009 | Praga   | 400 m stylem zmiennym | 26. miejsce | 4:37.22 min |

### Zawody Krajowe

#### Mistrzostwa Polski Seniorów (50m)
| Data             | Miejsce                 | Konkurencja                                                         | Pozycja    | Czas        |
| ---------------- | ----------------------- | ------------------------------------------------------------------- | ---------- | ----------- |
| 30 maja 2015     | Szczecin                | 200 m stylem klasycznym                                             | 3. miejsce | 2:15.31 min |
| 29 maja 2015     | Szczecin                | 4 × 100 m stylem dowolnym (Korzeniowski, Dubiel, Certa, Kawęcki)    | 1. miejsce | 3:21.12 min |
| 7 czerwca 2014   | Olsztyn                 | 200 m stylem klasycznym                                             | 5. miejsce | 2:16.81 min |
| 6 czerwca 2014   | Olsztyn                 | 4 × 100 m stylem dowolnym (Korzeniowski, Szarliński, Certa, Pasula) | 1. miejsce | 3:22.37 min |
| 15 czerwca 2013  | Olsztyn                 | 200 m stylem klasycznym                                             | 5. miejsce | 2:16.74 min |
| 14 czerwca 2013  | Olsztyn                 | 4 × 100 m stylem dowolnym (Korzeniowski, Certa, Pulwin, Pasula)     | 1. miejsce | 3:23.10 min |
| 14 maja 2012     | Olsztyn                 | 200 m stylem klasycznym                                             | 3. miejsce | 2:15.85 min |
| 13 maja 2012     | Olsztyn                 | 4 × 100 m stylem dowolnym (Korzeniowski, Certa, Pulwin, Pasula)     | 3. miejsce | 3:25.90 min |
| 21 maja 2011     | Ostrowiec Świętokrzyski | 200 m stylem klasycznym                                             | 4. miejsce | 2:19.02 min |
| 17 maja 2011     | Ostrowiec Świętokrzyski | 4 × 200 m stylem dowolnym (Matczak, Certa, Pulwin, Korzeniowski)    | 3. miejsce | 7:41.56 min |
| 25 maja 2009     | Ostrowiec Świętokrzyski | 200 m stylem zmiennym                                               | 6. miejsce | 2:06.20 min |
| 5 kwietnia 2008  | Ostrowiec Świętokrzyski | 200 m stylem zmiennym                                               | 7. miejsce | 2:09.98 min |
| 14 kwietnia 2007 | Dębica                  | 200 m stylem klasycznym                                             | 7. miejsce | 2:23.26 min |

#### Mistrzostwa Polski Seniorów (25m)
| Data              | Miejsce                 | Konkurencja                                                            | Pozycja    | Czas        |
| ----------------- | ----------------------- | ---------------------------------------------------------------------- | ---------- | ----------- |
| 20 grudnia 2015   | Lublin                  | 200 m stylem klasycznym                                                | 4. miejsce | 2:08.32 min |
| 19 grudnia 2015   | Lublin                  | 4 × 100 m stylem dowolnym (Korzeniowski, Certa, Dubiel, Kawęcki)       | 2. miejsce | 3:13.00 min |
| 18 grudnia 2015   | Lublin                  | 4 × 100 m stylem zmiennym (Kawęcki, Korzeniowski, Certa, Dubiel)       | 2. miejsce | 3:28.09 min |
| 18 grudnia 2015   | Lublin                  | 100 m stylem klasycznym                                                | 9. miejsce | 59.95 min   |
| 17 grudnia 2015   | Lublin                  | 4 × 50 m stylem zmiennym (Kawęcki, Korzeniowski, Szer, Certa)          | 2. miejsce | 1:36.19 min |
| 21 grudnia 2014   | Ostrowiec Świętokrzyski | 200 m stylem klasycznym                                                | 2. miejsce | 2:09.72 min |
| 20 grudnia 2014   | Ostrowiec Świętokrzyski | 4 × 100 m stylem dowolnym (Korzeniowski, Certa, Kawęcki, Dubiel)       | 3. miejsce | 3:14.97 min |
| 19 grudnia 2014   | Ostrowiec Świętokrzyski | 4 × 100 m stylem zmiennym (Kawęcki, Korzeniowski, Certa, Dubiel)       | 2. miejsce | 3:30.04 min |
| 19 grudnia 2014   | Ostrowiec Świętokrzyski | 100 m stylem klasycznym                                                | 9. miejsce | 1:00.74 min |
| 22 grudnia 2013   | Ostrowiec Świętokrzyski | 200 m stylem klasycznym                                                | 2. miejsce | 2:09.12 min |
| 20 grudnia 2013   | Ostrowiec Świętokrzyski | 4 × 100 m stylem zmiennym (Morawski, Andrzejczak, Certa, Pasula)       | 2. miejsce | 3:35.86 min |
| 20 grudnia 2013   | Ostrowiec Świętokrzyski | 100 m stylem klasycznym                                                | 5. miejsce | 1:00.54 min |
| 22 grudnia 2012   | Ostrowiec Świętokrzyski | 200 m stylem klasycznym                                                | 1. miejsce | 2:10.61 min |
| 21 grudnia 2012   | Ostrowiec Świętokrzyski | 4 × 100 m stylem dowolnym (Korzeniowski, Certa, Pulwin, Pasula)        | 1. miejsce | 3:18.76 min |
| 20 grudnia 2012   | Ostrowiec Świętokrzyski | 4 × 100 m stylem zmiennym (Stokarski, Certa, Paszek, Pulwin)           | 8. miejsce | 3:46.18 min |
| 18 grudnia 2011   | Poznań                  | 100 m stylem zmiennym                                                  | 8. miejsce | 0:56.59 min |
| 18 grudnia 2011   | Poznań                  | 200 m stylem klasycznym                                                | 3. miejsce | 2:12.03 min |
| 15 grudnia 2011   | Poznań                  | 200 m stylem zmiennym                                                  | 8. miejsce | 2:02.07 min |
| 4 grudnia 2010    | Szczecin                | 4 × 200 m stylem dowolnym (Korzeniowski, Rutkowski, Certa, Pulwin)     | 1. miejsce | 7:17.64 min |
| 4 grudnia 2010    | Szczecin                | 100 m stylem zmiennym                                                  | 4. miejsce | 0:56.56 min |
| 3 grudnia 2010    | Szczecin                | 4 × 100 m stylem dowolnym (Korzeniowski, Mikołajewski, Certa, Iwaniuk) | 2. miejsce | 3:19.61 min |
| 1 grudnia 2010    | Szczecin                | 200 m stylem zmiennym                                                  | 8. miejsce | 2:03.80 min |
| 26 listopada 2009 | Gorzów Wielkopolski     | 200 m stylem zmiennym                                                  | 4. miejsce | 1:59.90 min |
| 29 listopada 2009 | Gorzów Wielkopolski     | 100 m stylem zmiennym                                                  | 3. miejsce | 0:55.66 min |
| 27 listopada 2008 | Gorzów Wielkopolski     | 200 m stylem zmiennym                                                  | 4. miejsce | 2:02.06 min |
| 28 listopada 2008 | Gorzów Wielkopolski     | 400 m stylem zmiennym                                                  | 4. miejsce | 4:22.08 min |
| 30 listopada 2008 | Gorzów Wielkopolski     | 100 m stylem zmiennym                                                  | 5. miejsce | 0:57.59 min |
| 30 listopada 2007 | Gorzów Wielkopolski     | 400 m stylem zmiennym                                                  | 7. miejsce | 4:38.93 min |
| 1 grudnia 2007    | Gorzów Wielkopolski     | 200 m stylem zmiennym                                                  | 8. miejsce | 2:12.98 min |

#### Mistrzostwa Polski Juniorów (50m)
- Oświęcim 17-19 lipca 2009

| Data          | Miejsce  | Konkurencja           | Pozycja    | Czas        |
| ------------- | -------- | --------------------- | ---------- | ----------- |
| 18 lipca 2009 | Oświęcim | 200 m stylem zmiennym | 1. miejsce | 2:04.90 min |

- Bydgoszcz 18-20 lipca 2008

| Data          | Miejsce   | Konkurencja           | Pozycja    | Czas        |
| ------------- | --------- | --------------------- | ---------- | ----------- |
| 18 lipca 2008 | Bydgoszcz | 50 m stylem dowolnym  | 8. miejsce | 0:25.11 min |
| 18 lipca 2008 | Bydgoszcz | 400 m stylem zmiennym | 3. miejsce | 4:36.02 min |

- Opole 6-8 lipca 2007

| Data         | Miejsce | Konkurencja             | Pozycja    | Czas        |
| ------------ | ------- | ----------------------- | ---------- | ----------- |
| 6 lipca 2007 | Opole   | 50 m stylem klasycznym  | 4. miejsce | 0:31.94 min |
| 6 lipca 2007 | Opole   | 400 m stylem zmiennym   | 1. miejsce | 4:40.87 min |
| 7 lipca 2007 | Opole   | 200 m stylem zmiennym   | 2. miejsce | 2:12.03 min |
| 8 lipca 2007 | Opole   | 100 m stylem dowolnym   | 7. miejsce | 0:55.37 min |
| 8 lipca 2007 | Opole   | 100 m stylem klasycznym | 5. miejsce | 1:08.87 min |

- Poznań 14-16 lipca 2006

| Data          | Miejsce | Konkurencja             | Pozycja    | Czas        |
| ------------- | ------- | ----------------------- | ---------- | ----------- |
| 14 lipca 2006 | Poznań  | 400 m stylem zmiennym   | 1. miejsce | 4:44.19 min |
| 15 lipca 2006 | Poznań  | 200 m stylem zmiennym   | 1. miejsce | 2:14.94 min |
| 16 lipca 2006 | Poznań  | 100 m stylem klasycznym | 7. miejsce | 1:11.82 min |

- Szczecin 15-17 lipca 2005

| Data          | Miejsce  | Konkurencja             | Pozycja    | Czas        |
| ------------- | -------- | ----------------------- | ---------- | ----------- |
| 15 lipca 2005 | Szczecin | 50 m stylem klasycznym  | 6. miejsce | 0:33.53 min |
| 15 lipca 2005 | Szczecin | 400 m stylem zmiennym   | 1. miejsce | 4:47.89 min |
| 16 lipca 2005 | Szczecin | 200 m stylem klasycznym | 1. miejsce | 2:29.92 min |
| 16 lipca 2005 | Szczecin | 200 m stylem zmiennym   | 2. miejsce | 2:19.16 min |
| 17 lipca 2005 | Szczecin | 100 m stylem klasycznym | 3. miejsce | 1:10.91 min |

- Oświęcim 9-11 lipca 2004

| Data          | Miejsce  | Konkurencja             | Pozycja    | Czas        |
| ------------- | -------- | ----------------------- | ---------- | ----------- |
| 9 lipca 2004  | Oświęcim | 50 m stylem motylkowym  | 4. miejsce | 0:29.95 min |
| 9 lipca 2004  | Oświęcim | 400 m stylem zmiennym   | 3. miejsce | 5:11.10 min |
| 10 lipca 2004 | Oświęcim | 200 m stylem zmiennym   | 3. miejsce | 2:24.88 min |
| 11 lipca 2004 | Oświęcim | 200 m stylem klasycznym | 3. miejsce | 2:41.40 min |

- Dębica 27-29 czerwca 2003

| Data            | Miejsce | Konkurencja            | Pozycja    | Czas         |
| --------------- | ------- | ---------------------- | ---------- | ------------ |
| 27 czerwca 2003 | Dębica  | 50 m stylem motylkowym | 5. miejsce | 0:32.31 min  |
| 27 czerwca 2003 | Dębica  | 200 m stylem dowolnym  | 5. miejsce | 2:19.05 min  |
| 27 czerwca 2003 | Dębica  | 400 m stylem dowolnym  | 2. miejsce | 4:51.04 min  |
| 27 czerwca 2003 | Dębica  | 800 m stylem dowolnym  | 6. miejsce | 10:09.39 min |

#### Mistrzostwa Polski Juniorów (25m)
- Oświęcim 30 stycznia – 1 lutego 2009

| Data             | Miejsce  | Konkurencja             | Pozycja    | Czas        |
| ---------------- | -------- | ----------------------- | ---------- | ----------- |
| 30 stycznia 2009 | Oświęcim | 400 m stylem zmiennym   | 4. miejsce | 4:25.11 min |
| 31 stycznia 2009 | Oświęcim | 200 m stylem klasycznym | 2. miejsce | 2:15.50 min |
| 1 lutego 2009    | Oświęcim | 100 m stylem zmiennym   | 2. miejsce | 0:56.61 min |

- Ciechanów 25-27 stycznia 2008

| Data             | Miejsce   | Konkurencja             | Pozycja    | Czas        |
| ---------------- | --------- | ----------------------- | ---------- | ----------- |
| 25 stycznia 2008 | Ciechanów | 400 m stylem zmiennym   | 6. miejsce | 4:29.26 min |
| 26 stycznia 2008 | Ciechanów | 200 m stylem klasycznym | 6. miejsce | 2:19.10 min |

- Skierniewice 26-28 stycznia 2007

| Data             | Miejsce      | Konkurencja           | Pozycja    | Czas        |
| ---------------- | ------------ | --------------------- | ---------- | ----------- |
| 26 stycznia 2007 | Skierniewice | 50 m stylem dowolnym  | 5. miejsce | 0:24.34 min |
| 27 stycznia 2007 | Skierniewice | 200 m stylem zmiennym | 1. miejsce | 2:07.38 min |
| 28 stycznia 2007 | Skierniewice | 100 m stylem zmiennym | 2. miejsce | 0:59.76 min |

- Racibórz 20-22 stycznia 2006

| Data             | Miejsce      | Konkurencja             | Pozycja    | Czas        |
| ---------------- | ------------ | ----------------------- | ---------- | ----------- |
| 20 stycznia 2006 | Skierniewice | 100 m stylem motylkowym | 5. miejsce | 1:00.59 min |
| 20 stycznia 2006 | Skierniewice | 400 m stylem zmiennym   | 1. miejsce | 4:38.11 min |
| 21 stycznia 2006 | Skierniewice | 200 m stylem klasycznym | 2. miejsce | 2:26.58 min |
| 21 stycznia 2006 | Skierniewice | 200 m stylem zmiennym   | 1. miejsce | 2:11.89 min |
| 22 stycznia 2006 | Skierniewice | 100 m stylem zmiennym   | 3. miejsce | 1:01.87 min |

- Zamość 21-23 stycznia 2005

| Data             | Miejsce | Konkurencja             | Pozycja    | Czas        |
| ---------------- | ------- | ----------------------- | ---------- | ----------- |
| 21 stycznia 2005 | Zamość  | 50 m stylem dowolnym    | 5. miejsce | 0:26.22 min |
| 21 stycznia 2005 | Zamość  | 400 m stylem zmiennym   | 2. miejsce | 4:49.19 min |
| 22 stycznia 2005 | Zamość  | 200 m stylem klasycznym | 1. miejsce | 2:28.53 min |
| 22 stycznia 2005 | Zamość  | 200 m stylem zmiennym   | 2. miejsce | 2:15.23 min |
| 23 stycznia 2005 | Zamość  | 200 m stylem motylkowym | 2. miejsce | 2:18.12 min |

- Ciechanów 23-25 stycznia 2004

| Data             | Miejsce   | Konkurencja             | Pozycja    | Czas        |
| ---------------- | --------- | ----------------------- | ---------- | ----------- |
| 23 stycznia 2004 | Ciechanów | 50 m stylem motylkowym  | 4. miejsce | 0:30.20 min |
| 24 stycznia 2004 | Ciechanów | 100 m stylem motylkowym | 4. miejsce | 1:06.09 min |
| 24 stycznia 2004 | Ciechanów | 200 m stylem zmiennym   | 3. miejsce | 2:25.96 min |